# Nalewka (napój alkoholowy)

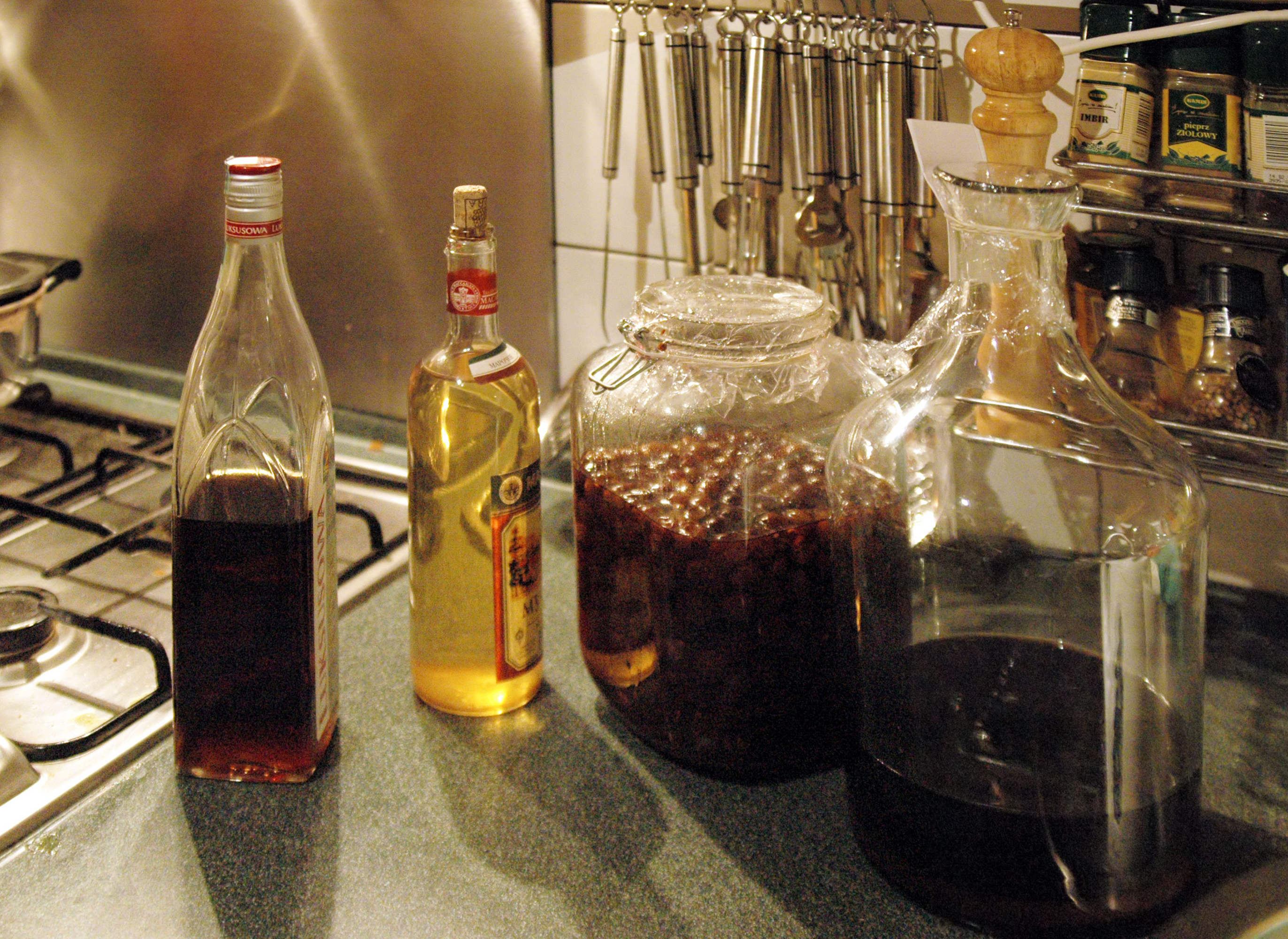
Nalewki

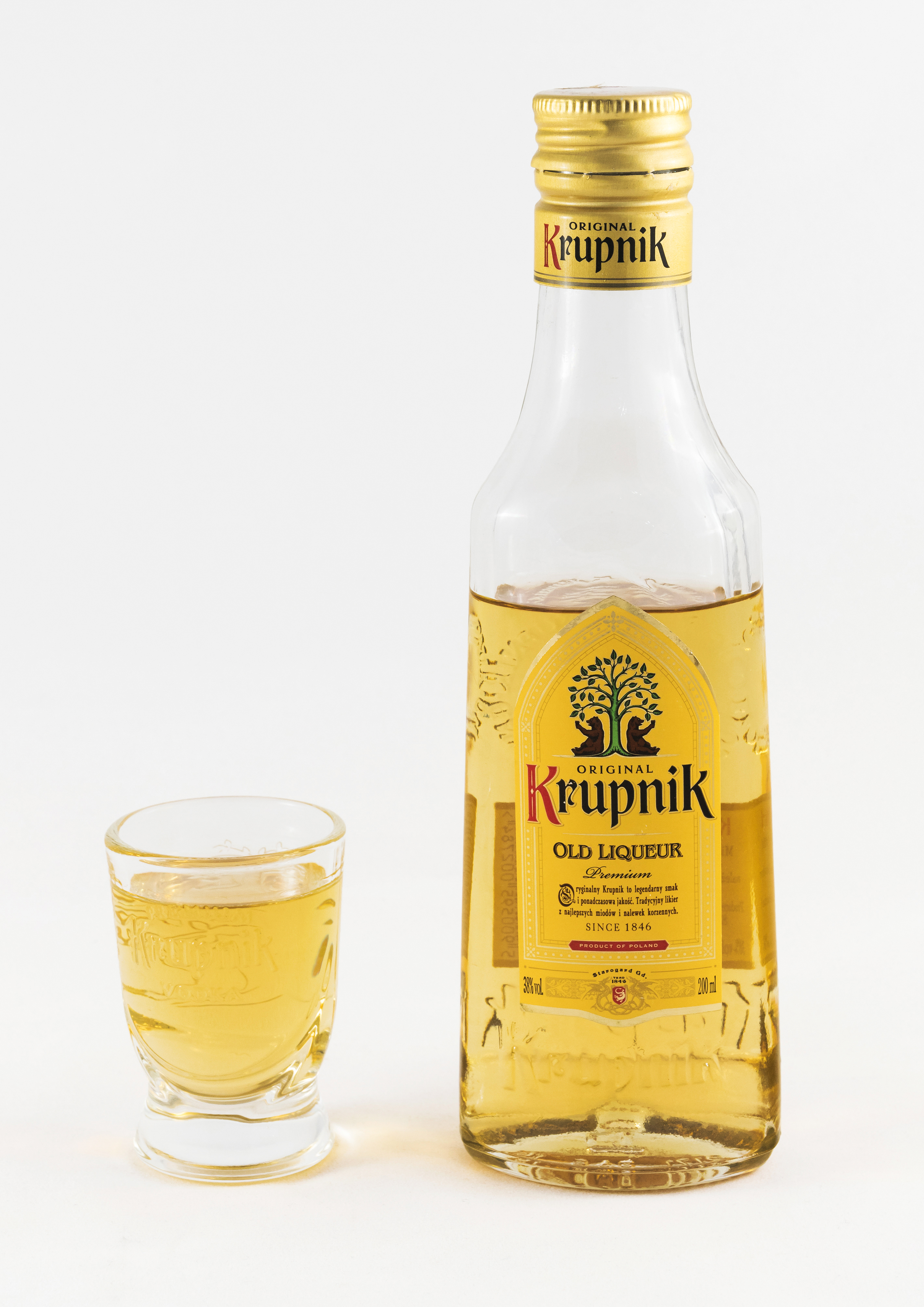
Krupnik

Nalewki – alkoholowe wyciągi z owoców, korzeni, kwiatów lub ziół (bądź mieszaniny składników), zazwyczaj o 40–45-procentowej zawartości alkoholu. Sporządzane są w procesie maceracji, czyli przez zalanie składników alkoholem w celu wydobycia i utrwalenia smaku i aromatu zawartego we wsadzie (maceracie). Nalewki mogą być słodzone syropem cukrowym lub miodem.
Do produkcji nalewek najczęściej używa się alkoholu w stężeniu od ok. 35 do 96%. Rzadziej macerat zalewa się innymi rodzajami alkoholi, np. winem, koniakiem, czy ginem.
Ogólna nazwa „nalewka” jest obecnie nazwą gatunkową, obejmującą cały szereg różnych rodzajów napojów alkoholowych otrzymywanych poprzez macerację, niekiedy później dodatkowo destylowanych.
Nalewki podaje się w małych kieliszkach (50 ml) do pikantnych przekąsek; zgodnie ze staropolską tradycją do mięs podaje się nalewki półwytrawne i półsłodkie.
Spotykane często w sklepach napoje o nazwie nalewka tak naprawdę nalewkami nie są – proces ich wytwarzania, w którym przemysłowo miesza się różne esencje, ma niewiele wspólnego z tradycyjnym przyrządzaniem tego trunku. Obecnie mówi się o zastrzeżeniu nazwy nalewka dla tradycyjnych trunków, podobnie jak stało się z nazwą szampan we Francji.
Co roku 5 maja w Jakubowicach Konińskich oraz 15 września w Kazimierzu Dolnym odbywa się Ogólnopolski Turniej Nalewek Kresowych (organizowany przez Kresową Akademię Smaku). Pomysłodawcą turnieju jest Waldemar Sulisz z Lublina, prezes Kresowej Akademii Smaku.

## Historyczne nazewnictwo polskie
Określenie „nalewka” pochodzi od polskiego słowa „nalewać”, lub „nalew”, co odnosi się procesu zalewania, „nalewania” owoców, ziół, korzeni itp. alkoholami. Słowo weszło do powszechnego użycia około połowy XIX wieku i występuje wyłącznie w języku polskim na podstawie czego twierdzi się, że nalewka jako gatunek regionalny jest trunkiem typowym i charakterystycznym tylko dla kultury polskiej. Dawniej wszelkiego rodzaju macerowane trunki smakowe określano następującymi nazwami:
- Likwor – pochodzi od francuskiego „liqueur”; w XVIII i I poł. XIX wieku terminem tym określano przede wszystkim macerowane trunki ziołowe i korzenne, o przeciętnej słodkości od ok. 20 do 40 g cukru lub miodu na litr gotowego wyrobu. Likwor i ratafia są bezpośrednimi poprzednikami dzisiejszych nalewek. A. Piątkowski w swoim Gorzelniku i piwowarze doskonałym z 1809 roku podaje, że cechą charakterystyczną likworu (który może być zarówno ziołowo-korzenny, jak i owocowy) jest to, że po okresie maceracji cały nalew jest poddawany procesowi destylacji.
- Ratafia – w XVIII i XIX wieku nalewka owocowa, obecnie niekiedy uznawana za odrębny gatunek trunku. Nazwa została bezpośrednio zaczerpnięta z terminologii kuchni francuskiej, gdzie jej znaczenie jest do dziś identyczne. A. Piątkowski w Gorzelniku […] z 1809 roku podaje, że ratafią jest każdy trunek (zarówno z owoców, jak i z ziół czy korzeni) powstały wskutek maceracji wsadu w alkoholu, bez późniejszej destylacji.
- Likier – nazwa wykształciła się z dawnego „likwor” i francuskiego „liqueur” ok. połowy XIX wieku i określała zarówno trunki korzenne, ziołowe, jak i owocowe. Wyróżnikiem likieru była słodkość – wyższa niż w przypadku ratafii i likworu.
- Woda – dawna nazwa wytrawnych wódek smakowych, niemal zawsze określana epitetem smakowym, np. „woda kminkowa”. Termin używany od XVII do połowy XIX wieku. Obecnie utrzymuje się jako nazwa własna dla słynnych wódek głównie o pochodzeniu niemieckim, np. „Woda gdańska” – „Danzigwasser”, „Woda złota” – „Goldwasser”
- Infuzja (infuzya) – dosłownie „napar”, lub „wyciąg”; dawna ogólna nazwa wszystkich alkoholowych wyciągów z owoców, nasion, ziół i korzeni, także tych o charakterze wyłącznie leczniczym. Termin o pochodzeniu aptekarskim, wyszedł z użycia na przełomie XVII i XVIII wieku, wraz ze wzrostem popularności w Polsce kuchni francuskiej i przejmowaniem francuskiej terminologii gastronomicznej.
- Kordiał – termin o pochodzeniu łacińsko-francuskim, w Polsce używany od XVI/XVII do XX wieku na określenie najczęściej bardzo mocnych, szlachetnych trunków ziołowo-korzennych, często o szczególnych właściwościach leczniczych (nasercowych, udrożniających krążenie, poprawiających oddychanie etc.). Termin ten bywał też używany jako synonim szeroko rozumianych trunków i napojów alkoholowych wszelkiego rodzaju, niekoniecznie produkowanych przez proces maceracji – np. win.

## Rodzaje
- owocowe (nazywane dawniej ratafiami), np. malinówka, jagodzianka, dereniówka, jeżynówka, morelówka, pigwówka, tarninówka, wiśniówka
- korzenne, np. kardamonka, krambambula, imbirówka, nalewka czekoladowa, anyżówka często nazywana także „Anisette”
- ziołowe, np. benedyktynka, nalewka miętowa, listowka
- miodowe, np. krupnik, wrzosówka („miód z prądem”), nalewka miodowa
- inne (mieszane), np. kukułka, nalewka aptekarska, lipówka, żmijówka

## Wyrób
Nie jest możliwe podać dokładne proporcje składników maceratu w stosunku do ilości alkoholu ze względu na różną zawartość soków owocowych i olejków eterycznych w poszczególnych roślinach używanych do produkcji nalewek. Trudno również określić ogólny czas maceracji wsadu; krótka maceracja powoduje otrzymanie nalewki o delikatnym kolorze i smaku, a poprzez długą macerację otrzymuje się nalewkę o kolorze i smaku intensywnym. Jednak długa maceracja sprzyja wydobywaniu z owoców i ich pestek naturalnej kwasowości, co w przypadku niektórych nalewek (np. malinowej) może psuć walory smakowe.
Mimo to, istnieje bardzo ogólna zasada wyrobu nalewek owocowych mówiąca, że naczynie wypełnia się do ¾ wysokości owocami i wlewa tyle alkoholu, żeby je dokładnie przykrył. Po ok. 2-6 tygodniach maceracji filtruje i zlewa się nalew do szczelnych naczyń, a owoce zalewa się syropem (lub zasypuje cukrem). Po kolejnych paru tygodniach zlewa się powstały syrop i łączy z nalewem. Oczywiście istnieje wiele innych receptur, pozwalających np. na jednoczesne zalewanie owoców alkoholem i dodawanie cukru lub miodu.

### Przykładowa tradycyjna receptura
Ptasie mleczko
Przepis podany w 1885 r. przez Lucynę Ćwierczakiewiczową w książce Jedyne praktyczne przepisy konfitur, różnych marynat, wędlin, wódek, likierów, win owocowych, miodów oraz ciast

Wlać do gąsiorka cztery kwarty rumu białego, cztery kwarty francuskiego białego wina, włożyć cukru obtartego pierwej na dwunastu cytrynach świeżych i porąbanego w kawałki funtów sześć. Dodać pokrajanych w talerzyki świeżych ze skórką cytryn dwadzieścia (lecz nie tych, na których się cukier obcierał). Oddzielnie rozbić w misie dwadzieścia surowych żółtków i zmieszawszy takowe z czterema kwartami świeżego mleka, wszystko to razem wlać do gąsiorka i mocno zakorkowawszy wstrząsnąć i postawić na słońcu na dwanaście dni, potrząsając cztery razy dziennie. Najlepiej robić to w maju. Po upływie dwunastu dni przecedzić przez worek zrobiony z białej flaneli do innego gąsiorka. W tydzień, ledwo stoi się, zlać do mniejszych gąsiorków lub butelek, które powinny być białe, bo inaczej nie można, by widzieć, czy się zupełnie oczyściło. Jeżeliby i zatem osad był widziany na dnie, znowu zlać do innych butelek, a już resztę gąszczu przez bibułę przepuścić. Zakorkować, lakiem zasmolić i postawić w piasku. Ten napój jest wyśmienity, dla zdrowia pomocny i lepiej go używać na czczo po małym kieliszeczku. Można położyć cukru i dwa funty tylko – to zależeć będzie od gustu.

## Rys historyczny
Pierwsza nalewka była ponoć dziełem ojca medycyny, Hipokratesa, stąd napój z wina i miodu z dodatkiem przypraw nazywano „Hipokrasem”. W VIII wieku n.e. arabscy alchemicy otrzymali pierwszy w historii bimber. Po doprawieniu produktu ziołami i miodem rozpowszechniali go jako aqua vitae. Mimo tego, iż sekret produkcji spirytusu był pilnie strzeżony, w XIII wieku receptura została opisana przez Arnauda de Villeneuve’a. Gdy okazało się, że alkohol wzmacnia lecznicze działanie wielu ziół, zaczęto chorym zapisywać alkoholowe nalewki. W XVI wieku we Włoszech powstała pierwsza nalewka przeznaczona do zwykłej konsumpcji. Było to rosoglio, spirytus z olejkiem różanym (w Polsce znane pod nazwą rosolis – do lat 50. XX wieku podawano go dzieciom przy różnych schorzeniach – po łyżeczce). Kolejne znane likiery i nalewki to: Chartreuse, wyprodukowane w opactwie La Grande Charteuse w 1605 roku oraz Benedyktynka, wyprodukowana przez benedyktynów z Normandii. W szybkim czasie nalewki i likiery zyskały wielką popularność w Europie, a każdy naród miał charakterystyczny dla siebie trunek.
Do Polski moda na słodkie nalewki owocowe (inaczej zwane kordiałami, likworami lub ratafiami) dotarła z Francji prawdopodobnie wraz z Henrykiem Walezym. Tutaj zaczęto też wyrabiać napój zwany krupnikiem. Wkrótce w apteczce każdego polskiego dworku stało kilka gatunków nalewek, a receptury przekazywano sobie z pokolenia na pokolenie w domowych almanachach nazywanych „Silva rerum” (dosł. „Las rzeczy”), często dopiero w testamencie. Na wiek XVIII i XIX przypada złoty okres polskiego nalewkarstwa, zastopowany dopiero przez II wojnę światową, oraz powojenną politykę kulturalną PRL. Na wiek XIX przypada okres olbrzymiego zainteresowania dawnymi recepturami na nalewki. Na uwagę zasługuje duża liczba pojawiających się od końca XVIII wieku i przez cały wiek XIX publikacji książkowych dotyczących gorzelnictwa czy sztuki kulinarnej. Zawierają one obszerne zbiory przepisów na nalewki, jak też często szczegółowe opisy otrzymywania wszystkich składników potrzebnych do ich produkcji.
Wybrane polskie publikacje historyczne dotyczące nalewkarstwa:
- Stefan Falimirz, O ziolach i o moczy gich, o paleniu wodek z zioł, o oleykach przyparwianiu […], Kraków 1534; najstarsza polska publikacja dotycząca nalewkarstwa, podsumowująca późnośredniowieczną wiedzę o leczniczych wódkach, likworach i nalewkach w ówczesnej Polsce[1].
- Wojciech Wielądko, Kucharz doskonały, Warszawa 1783; zawiera duży zbiór przepisów na francuskie nalewki nazywane likworami i ratafiami, oraz opisy ich sporządzania[2].
- A. Piątkowski, Gorzelnik i piwowar doskonały, Kraków 1808-09; tom II zawiera szczegółowy opis całego procesu produkcji nalewek w różnych ich odmianach, oraz bardzo obszerny zbiór przepisów na nalewki[3].
- Józef Bełza, O wypalaniu wódki, Warszawa 1840; rozdział XIV „O wódkach do picia i likworach” podaje obszerny zbiór przepisów na polskie, niemieckie i francuskie wódki smakowe, likiery i nalewki, oraz podaje sposoby ich przyrządzania[4].
- Konrad Niklewicz, Wina owocowe i miody, 1840; publikacja zawiera przepisy na pitne miody owocowe.
- Lucyna Ćwierczakiewiczowa, Jedyne praktyczne przepisy konfitur, konserw, soków, marynat wędlin, wódek, likierów, win owocowych, ciast, it.p., Warszawa 1885-93; jedna z najpopularniejszych pozycji dotyczących nalewkarstwa, zawierająca przepisy i opisy sposobów przyrządzania wódek smakowych, nalewek, ratafii, oraz likierów polskich i zagranicznych. Wiele z zawartych w tej książce przepisów na nalewki zostało zebranych z polskich XVII i XVIII-wiecznych Silvae rerum[5].
- Praktyczny kucharz warszawski, Warszawa 1889; zawiera zbiór przepisów na nalewki i likiery[6].
- Teofil Ciesielski, Miodosytnictwo, 1892; zawiera szereg przepisów oraz opis wytwarzania pitnych miodów owocowych oraz ziołowo-korzennych.
- Konrad Niklewicz, Domowa fabrykacja wódek, likierów, kremów, rumów i araków, Warszawa 1899; publikacja zawiera wstęp teoretyczny, oraz obszerny zbiór kilkuset przepisów na nalewki wszelkiego rodzaju o pochodzeniu głównie polskim, francuskim i niemieckim[7].

## Powiązane zwyczaje
- Przygotowanie nalewki na chrzciny dziecka, a podanie jej dopiero podczas jego wesela.
- Żenicha kresowa – nalewka na owocach dzikiej róży, nastawiana z owoców zebranych przez niezamężne kobiety. Gąsiorek z tą nalewką był znakiem dla kawalerów, że mogą już przyjeżdżać w konkury – jeśli byli przychylnie witani, wówczas im ją podawano.

W medycynie ludowej, która używała powszechnie produktów roślinnych, zalecano również spożywanie nalewek, przypisując im korzystne działanie w wielu dolegliwościach.